# Пономарёв, Владимир Иванович (легкоатлет)
Влади́мир Ива́нович Пономарёв (род. 10 августа 1952, Развильное, Ростовская область) — советский легкоатлет, специалист по бегу на средние дистанции. Выступал за сборную СССР по лёгкой атлетике в 1970-х годах, обладатель бронзовой медали чемпионата Европы в помещении, призёр Кубков мира и Европы, многократный победитель и призёр первенств национального значения, участник летних Олимпийских игр в Монреале. Представлял Ростов-на-Дону и Вооружённые силы. Мастер спорта СССР международного класса. Тренер по лёгкой атлетике.

## Биография
Владимир Пономарёв родился 10 августа 1952 года в селе Развильное Песчанокопского района Ростовской области. Выпускник Ростовского техникума сельхозмашиностроения.
Начал заниматься лёгкой атлетикой в 1968 году в Детско-юношеской спортивной школе № 1 ГОРОНО Ростова-на-Дону, проходил подготовку под руководством заслуженного тренера РСФСР Бориса Давидовича Аптекмана.
Впервые заявил о себе на взрослом всесоюзном уровне в сезоне 1972 года, когда выиграл серебряную медаль в беге на 600 метров на зимнем чемпионате СССР в Москве и бронзовую медаль в беге на 800 метров на летнем чемпионате СССР в Москве.
В 1973 году одержал победу на дистанции 1000 метров на зимнем чемпионате СССР в Москве, взял бронзу в дисциплине 800 метров на летнем чемпионате СССР в Москве.
Попав в основной состав советской сборной, в 1974 году принял участие в чемпионате Европы в Риме, где в программе бега на 800 метров финишировал четвёртым.
В 1975 году в дисциплине 800 метров победил на чемпионате страны в рамках VI летней Спартакиады народов СССР в Москве, завоевал бронзовую медаль на чемпионате Европы в помещении в Катовице, был третьим в личном зачёте на Кубке Европы в Ницце.
На чемпионате СССР 1976 года в Киеве получил бронзовую награду в беге на 800 метров. Благодаря череде удачных выступлений удостоился права защищать честь страны на летних Олимпийских играх в Монреале — стартовал здесь на дистанции 800 метров и в эстафете 4 × 400 метров, но в обоих случаях не смог пройти дальше предварительных квалификационных этапов.
После монреальской Олимпиады Пономарёв остался действующим спортсменом и продолжил принимать участие в крупнейших турнирах всесоюзного значения. Так, в 1977 году в беге на 800 метров он победил на зимнем чемпионате СССР в Минске, тогда как на летнем чемпионате СССР в Москве был лучшим сразу в двух дисциплинах: 800 и 1500 метров.
В 1978 году на зимнем чемпионате СССР в Москве стал серебряным призёром на дистанциях 800 и 1500 метров.
В 1979 году в дисциплине 1500 метров выиграл зимний чемпионат СССР в Минске и летний чемпионат страны в рамках VII летней Спартакиады народов СССР в Москве, стал вторым в личном зачёте на Кубке мира в Монреале, взял бронзу на турнире военнослужащих «Дружба» в Потсдаме.
В 1980 году добавил в послужной список серебряную награду, полученную в беге на 3000 метров на зимнем чемпионате СССР в Москве.
За выдающиеся спортивные достижения удостоен почётного звания «Мастер спорта СССР международного класса».
Впоследствии работал тренером по лёгкой атлетике в Ростове-на-Дону, старший тренер-преподаватель ростовской СДЮСШОР ЦСКА. Награждён почётным знаком «За заслуги в развитии физической культуры и спорта»